# Hackeriana translucens
Hackeriana translucens är en insektsart som beskrevs av Evans 1941. Hackeriana translucens ingår i släktet Hackeriana och familjen dvärgstritar. Inga underarter finns listade i Catalogue of Life.